# ФК Минай
ФК „Минай“ (на украински: Футбольний клуб „Минай“) е футболен клуб от село Минай, Ужгородски район, Закарпатска област, Украйна. Клубът играе в Украинската висша лига. 
Основан през 2015 година. От сезон 2018/19 състезаващ се във Втора лига е с професионален статут.
Домакинските си мачове играе на стадион „Минай“ (12 000 места). 
Отборът дебютира в украинската премиер лига през сезон 2020/21.

## Успехи
- Премиер лига
  - 8 място (1): 2022/23
- Купа на Украйна
  - 1/2 финалист (1): 2019/20
- Първа лига (2 ниво)
  -  Шампион (1): 2019/20
- Любителски шампионат на Украйна
  -  Шампион (1): 2017/!8
- Шампионат на Закарпатска област
  -  Шампион (1): 2017
- Купа на Закарпатска област
  -  Носител (2): 2017, 2018
- Суперкупа на Закарпатска област
  -  Носител (1): 2017